# Constantin al VIII-lea Porfirogenetul
Constantin al VIII-lea Porfirogenet (în greacă Κωνσταντίνος Η΄, transliterat Kōnstantinos VIII), (n. 960 d.Hr., Constantinopol, Imperiul Roman de Răsărit – d. 15 noiembrie 1028, Constantinopol, Imperiul Roman de Răsărit) a fost împăratul Bizanțului din 15 decembrie 1025 până la moartea sa. Fiu al împăratului Romanos al II-lea și al împărătesei Theophano, a fost fratele mai mic al eminentului împărat Vasile al II-lea, care a murit fără copii și astfel a lăsat conducerea Imperiului Bizantin în mâinile sale.  